# سر بریدن (استراتژی نظامی)
سر بریدن (انگلیسی: Decapitation) یک استراتژی نظامی است که با هدف از بین بردن ساختارهای رهبری سیاسی و نظامی یا مجموعه فرماندهی و کنترل یک دولت یا گروه متخاصم انجام می‌شود. این استراتژی بر نابودی یا شکست دشمن با از بین بردن رهبری نظامی و سیاسی، یا حداقل محدود کردن قابل توجه توانایی آنها برای تلافی نظامی آن متکی است و مدت‌هاست که در جنگ‌ها مورد استفاده قرار می‌گیرد.
حمله سربریدن می‌تواند با سلاح‌های متعارف مناسب و هسته‌ای انجام شود. این اصطلاح، در ارتباط با حمله به عراق در سال ۲۰۰۳ استفاده شد، زمانی که ایالات متحده یک حمله هوایی هدفمند با بمب‌افکن‌ها و موشک‌های کروز علیه رهبری سیاسی عراق انجام داد که در در نهایت این حمله، شکست خورد. هدف آن حذف صدام حسین و دستگاه دولتی عراق، در یک عملیات بود.
نمونه دیگر ۱۷ سپتامبر ۲۰۲۴ در انفجار پیجرها و بی‌سیم‌های حزب‌الله لبنان انجام شد، که به عنوان یک حمله برای سر بریدن و مقدمه‌ای برای حمله اسرائیل به جنوب لبنان در جریان درگیری اسرائیل و حزب‌الله مطرح شد. مورد دیگر و آخرین نمونه استفاده از استراتژی سر بریدن، ترور همزمان فرماندهان ارشد نیروهای مسلح جمهوری اسلامی ایران بود، که در ژوئن ۲۰۲۵ توسط نیروهای دفاعی اسرائیل در دقایق نخستین جنگ ایران و اسرائیل انجام شد.
در نظریه جنگ هسته‌ای، حمله سر بریدن یک حمله پیشگیرانه و ضربه اول است که با هدف بی‌ثبات کردن ساختار رهبری نظامی و مدنی حریف انجام می‌شود، به این امید که ظرفیت آن را برای تلافی گسترده هسته‌ای (ضربه دوم) به شدت کاهش دهد یا از بین ببرد. این استراتژی اساساً زیرمجموعه‌ای از حمله متقابل است، اما در حالی که حمله متقابل به دنبال نابودی مستقیم سلاح‌ها است، حمله سر بریدن برای از بین بردن توانایی دشمن در استفاده از سلاح‌هایش طراحی شده است.